# La dea della primavera
La dea della primavera è un cortometraggio animato del 1934 diretto da Wilfred Jackson. Il film appartiene alla serie Silly Symphonies della Walt Disney Productions. La sua produzione è stata importante per il futuro sviluppo del film Biancaneve e i sette nani.
Mentre la trama de La dea della primavera segue il mito greco di Persefone (noto come "Proserpina" nella mitologia romana) e Ade (Plutone), le immagini sono più evocative dell'Inferno e di Satana (o più specificamente, un Mefistofele tradizionale).

## Trama
Persefone, la dea della primavera, vive in un bellissimo giardino dove il tempo è sempre magnifico. Viene celebrata da fiori danzanti e da vari animali, con gli uccelli che la incoronano alla fine del ballo. Improvvisamente Ade, il dio degli Inferi, emerge da sottoterra e la rapisce per farne la sua sposa. Persefone viene trascinata negli inferi, dove viene proclamata regina da diavoli danzanti. Nel frattempo, in superficie, le creature affrontano un rigido inverno e piangono l'assenza della loro dea. Nonostante i doni di Ade, Persefone negli inferi è sempre triste. Ade le chiede allora che cosa possa fare per renderla felice ed essa risponde che desidera ritornare nel suo mondo, in superficie. Ade le concede allora un accordo: trascorrerà ogni anno sei mesi sulla terra e sei mesi negli inferi con lui. Persefone accetta e ritorna quindi in superficie, dove fa ritornare la primavera.

## Produzione
Quando venne prodotto, La dea della primavera fu importante per il progresso dell'animazione. Lo sviluppo dei personaggi umani nel corto, in particolare, portò all'animazione finale di Biancaneve e i sette nani. Sebbene lo staff di animazione della Disney fosse esperto nell'animazione di animali, non aveva altrettanta esperienza nel disegnare gli esseri umani. La dea della primavera è stato tra i primi cortometraggi Disney a utilizzare personaggi umani e fornì l'esperienza necessaria per l'imminente film che la Disney stava progettando.

## Distribuzione
Il film venne distribuito negli Stati Uniti il 3 novembre 1934.

### Edizione italiana
In Italia il film venne proiettato per la prima volta il 20 luglio 1935 al Cinema Barberini di Roma, durante un'anteprima a cui parteciparono tra gli altri: Walt Disney, sua moglie Lillian, Galeazzo Ciano e sua moglie Edda. Il 10 giugno 1936 il film fu distribuito regolarmente nelle sale italiane. Nel 1987 venne ridoppiato dalla Royfilm per l'inclusione nella VHS Silly Symphonies vol. 2, lasciando le canzoni in inglese e doppiando solo le poche battute di Mefistofele. Il film è disponibile sulla piattaforma Disney+ con il primo doppiaggio.

### Edizioni home video
Negli Stati Uniti, La dea della primavera è stato pubblicato nella VHS Cartoon Classics: First Series: Volume 13: Fanciful Fables. È stato anche incluso nelle versioni DVD di It's a Small World of Fun - Volume 4, Biancaneve e i sette nani (Platinum Edition), More Silly Symphonies, Volume Two e Walt Disney Animation Collection: Volume 4: The Tortoise and the Hare.
In Giappone, il film è uscito su Laserdisc in More Silly Symphonies, Donald Duck's 50 Crazy Years, Goin 'Quackers e Scary Tales. In Germania, Francia e Italia, il cortometraggio è stato distribuito in VHS rispettivamente in: Verrückte Musikanten, Silly Symphonies Volume 1 e Silly Symphonies vol 2.